# Abelardo Carrillo Zavala
Abelardo Carrillo Zavala (n. Palizada, Campeche, 5 de diciembre de 1939). es un político mexicano, miembro de la Confederación de Trabajadores de México y del Partido Revolucionario Institucional, fue gobernador del estado de Campeche de 1985 a 1991 y fue también diputado federal. Actualmente reside en la ciudad de Campeche.
Fue Titular de la Dirección Sectorial de los Trabajadores del INFONAVIT.
Abelardo Carrillo Zavala se ha desempeñado como diputado Federal en cuatro ocasiones siendo miembro de la Gran Comisión en las Legislaturas XLVIII, L, LII, y LVI; fue gobernador de Campeche de 1985 a 1991 y en su gobierno creó el Instituto de la Vivienda, INVICAM, y el Instituto de Seguridad Social para los Trabajadores del Gobierno del Estado, ISSSTECAM.
Gran parte de su carrera política se ha llevado a cabo dentro de la Confederación de Trabajadores de México (CTM), donde actualmente ocupa el cargo de Secretario de Bienestar Social y Ecología.

## Controversias
Durante su cargo como Dirección Sectorial de los Trabajadores del INFONAVIT. del 2009 al 2018, hubo una serie de irregularidades de proyectos autorizados ante el H. Consejo del Infonavit, respaldados por el sector de los trabajadores. Algunos de los desarrollos inconclusos que se autorizaron entre 2013 y 2018 mediante el Fondo de Estímulo a la Redensificación y Ubicación de Vivienda adeudan 962 millones 367,899 pesos; mientras que algunos de los desarrollos autorizados y que no fueron concluidos autorizados por el Crédito Integral Total adeudan 1,032 millones 425,262 pesos.